# Budapest II. kerülete
Budapest II. kerülete a Duna jobb partján, Budán fekszik. Északon a III. kerület, északkeleten Solymár, nyugaton Nagykovácsi és Budakeszi, délen a XII. kerület és az I. kerület, míg keleten a Duna által az V. kerület és a Margit-sziget határolja. Jelenleg 33 városrészből áll: Adyliget, Budakeszierdő egy része, Budaliget, Csatárka, Erzsébetliget, Erzsébettelek, Felhévíz, Gercse, Hársakalja, Hárshegy, Hűvösvölgy, Kővár, Kurucles, Lipótmező, Máriaremete, Nyék, Országút, Pálvölgy, Pasarét, Pesthidegkút-Ófalu, Petneházyrét, Remetekertváros, Rézmál, Rózsadomb, Szemlőhegy, Széphalom, Szépilona, Szépvölgy, Törökvész, Újlak déli része, Vérhalom, Víziváros északi része és Zöldmál. Jelentősebb terei többek között az Elvis Presley tér, Széll Kálmán tér, Széna tér és a Zsigmond tér. Jelentősebb parkjai többek között a Mechwart liget és a Millenáris Park. Főbb közlekedési csomópontjai a Széll Kálmán tér és a Margit híd, budai hídfő.
A II. kerület 1873. november 17-én jött létre Budapest megalapításakor. A kerület mai határait 1950-ben alakították ki, amikor is a kerülethez csatolták Pesthidegkutat, valamint jelentősen kitolták a határait.
A kerület területe 36,34 km², lakosainak száma a 2023-as becslés alapján 85 018 fő, illetve népsűrűsége 2340 fő/km², ezzel a fővárosi kerületek közül az ötödik legnagyobb területű kerülete, hetedik legnagyobb népességével rendelkező kerülete és a hetedik legritkábban lakott kerülete.

## Fekvése
Buda északi részén terül el, északon és északkeleten a III. kerület, keleten a Duna folyam, azáltal a XIII. kerület és az V. kerület, délen az I. kerület és a XII. kerület határolja, míg nyugaton szomszédai Budakeszi, Nagykovácsi és Remeteszőlős, északnyugaton pedig Solymár. A II. kerület hegyes-dombos területen fekszik, egyedülálló módon közel a belvároshoz, így könnyen az ország egyik legelőkelőbb lakóövezetévé nőtte ki magát. Itt található többek között a Rózsadomb, Pasarét, Törökvész, Vérhalom vagy Kurucles. A kerület két jól elkülöníthető részből áll. Az északi (II/A kerület) és a déli rész között a Hűvösvölgy képez szűk átjárót. A Budai Tájvédelmi Körzet jelentős hányadát foglalja el, ahol szigorúan védett erdők, hegyek, növények találhatóak. Számos jelentős hegycsúcs található a kerületben, mint a Nagy-Hárs-hegy (454 m), Vihar-hegy (453 m), Felső-Kecske-hegy (443 m) vagy a Látó-hegy (376 m).
A kerület ütőeréül a Szilágyi Erzsébet fasor – Hűvösvölgyi út – Hidegkúti út útvonal, a Budakeszi út, illetve a Margit körút, Bem rakpart, Árpád fejedelem útja szolgál. A forgalmasabb utcák közé tartozik a Törökvész út, Bimbó út, Kapy út, Felső Zöldmáli út, Szépvölgyi út, Fillér utca, Pasaréti út, Pusztaszeri út, Gábor Áron utca, Kuruclesi út, Máriaremetei út, Nagykovácsi út, Ördögárok út.
Tömegközlekedéssel a kerület minden pontja könnyen elérhető. A legnagyobb csomópontok a Széll Kálmán tér, ahol a 2-es metró és a 4-es, valamint a 6-os villamos is elérhető, illetve a II/A kerületet kiszolgáló hűvösvölgyi busz-, és villamos-végállomás. A kerület legfontosabb közlekedési eszköze a 61-es villamos Hűvösvölgy és a Móricz Zsigmond körtér között.

## Jelképek
A kerület hivatalos jelképe a II. kerület címere, amely zöld alapon három ezüst és aranyszínű bükkfát, valamint három görög keresztet ábrázol, szimbolizálva a terület zöldövezeti jellegét, valamint az itt található számos apró városrész sokszínűségét. A címert Péri József készítette 2000-ben. A II. kerület zászlaján szintén az arany és a zöld szín dominál, bal felső sarkában a címer helyezkedik el.

## Történelem

### Római kor
A régészeti leletek tanulsága szerint a terület már a római korban is lakott volt. Az 1. század közepétől kezdődően a térség meghódítása során a rómaiak a főbb útvonalak mentén katonai táborokat hoztak létre. Ezek közül egész Kelet-Pannoniában az első a mai II. kerület területén, a Vízivárosban jött létre, a Duna partján. Az első legionárius osztag, amely itt állomásozott, az ala I Hispanorum elnevezésű egység volt, ezt a következő évtizedekre az ala I Hispanorum Auriana váltotta le.
Miután északabbra felépült Aquincum, az erődítmény elsősorban a település déli oldalának védelmét szolgálta. A 2. század elején megszűnt a katonai funkció és egy kisebb polgári település épült fel itt, amelyet végül a 4. század második felében hagytak el. A régészeti helyszín feltárásakor több mint 1030 terra sigillatát találtak. Kicsivel arrébb Szemlőhegyen az aquincumi katonaváros előkelőségei építették fel villáikat a 3. század második felében. Innen egy jelentős múmia sír került elő.

### Középkor
A rómaiak távozása után a terület a honfoglalás korában is lakott volt, ezt bizonyítja egy, a kuruclesi dűlőn feltárt korabeli sírt. A középkorban számos kisebb Buda-környéki település helyezkedett el a mai második kerület területén. Ezek egyike a Nyék nevű falu volt, itt épült fel a nyéki vadászkastély, amely valószínűleg Zsigmond uralkodása idején volt először a királyi vadászatok fő helyszíne. Mária királynő, a Jagelló-házi uralkodók, majd pedig Mátyás király is rendszeresen használták a palotakomplexumot, és az 1480-as években itt élt a király anyja, Szilágyi Erzsébet is.
Hidegkúton királyi trombitások kaptak földeket, az 1212-ben alapított Gercsében pedig vagyontalan paraszt-nemesek éltek. A román stílusú gercsei templom a 12. században épült föl a településen. A mai kerület dunaparti részén a 12. században jött létre Felhévíz (másik nevén Budafelhévíz), amely a Császár Fürdő és a Lukács fürdő melegvízű forrásairól kapta nevét. A település a 15. század végén mezővárosi rangot kapott, majd idővel egyre jobban egybeépült Budával. Itt tartották a város legfontosabb vásárait is, a környező dombokon pedig szőlőt termesztettek. Idővel Felhévíz két negyede, Szentpéter külváros és Szentjakabfalva önálló településsé váltak. A II. kerület történelmi örökségének fontos részét képezik a Szent Lőrinc monostor romjai is, a kolostort 1300 körül alapították pálos szerzetesek és 1381-től itt őrizték a rend névadójának, Remete Szent Pálnak csontjait is. 1526-ban egy fosztogató török csapat felgyújtotta monostort és az épülettel együtt megsemmisült annak értékes könyvtára is.

### A török kortól Budapest egyesítéséig
Az oszmánok 1541-ben elfoglalták Budát, és a környező települések (Nyék, Gercse, Hidegkút, Felhévíz) az összecsapások hatására mind rohamos gyorsasággal elnéptelenedtek. A török kultúrának és építészetnek számos emléke maradt fönn a II. kerületben, a Rózsadombon álló Gül Baba türbéje egy harcos muszlim szerzetesnek állít emléket, a Császár fürdőt és a Király fürdőt pedig Szokollu Musztafa budai pasa irányítása alatt építették meg. A kerület mai területére is átnyúlt Buda egyik vegyesen balkáni, cigány, zsidó és magyar népességű külvárosa, a kettős fallal körülvett Varos.
A törökök kiűzése után Budát a belvárost jelentő Várra és az ezt körülvevő külvárosi városrészekre osztották fel, ezek közül három feküdt a kerület mai területén. Legészakabbra az Óbudával határos Újlak (németül:Neuftstit) jött létre az elpusztult Felhévíz helyén, itt katolikus német telepesek telepedtek le. Az eleinte falusias jellegű Országút (németül: Landstrasse) városrész is ekkor alakult ki, lakói a Bécsbe vezető országútról nevezték el a településrészt és többnyire kereskedők voltak. Itt épült fel 1734-ben az ágoston rendi szerzetesek kolostora és a Budapest Országúti Szent István első vértanú templom, 1785 óta pedig ferencesek élnek itt. A budai várhoz közeli Dunaparton kialakult a Víziváros, ami szintén egy soknemzetiségű településrész volt, a horvátok külön negyeddel rendelkeztek Horvátváros néven. A Vízivárosban a kapucinusok építettek kolostort és templomot 1687 és 1716 között. 1761-ben készült el a ma is álló Budapest-Felsővízivárosi Szent Anna-plébániatemplom.
Az 1838-as dunai árvíz súlyosan érintette a városrészeket. A 19. század végén a város gyors növekedésnek indult és azzal párhuzamosan, hogy a dombokon zajló szőlőtermesztést az 1880-90-es években megsemmisítette a filoxéria járvány, megkezdődött a villák kiépülése a Rózsadombon, a Dunaparti rész pedig bérházakkal épült be. 1873 november 17-én Pest, Buda és Óbuda egyesülésével létrejött Budapest, ekkor történt meg a város kerületekre osztása, így létrejött a II. kerület, mint adminisztratív egység.

### Modern történelem
A második világháborúban Budapest ostroma során komoly harcok zajlottak le a kerületben. A szovjetek 1944. december 24-én nyomultak be a területre és január 30-án érték el a Margit körutat. A második kerületben zajlott le 1945. február 11-én a tragikus kimenetelű kitörés, amelynek során a német és magyar katonák Hűvösvölgyet próbálták elérni, hogy elmeneküljenek a szovjet ostromgyűrűből. Az összecsapások tömegek halálát okozták és hatalmas károkat okoztak az épületállományban.
1950. január 1-én a kommunista vezetés döntésének értelmében kiterjesztették a főváros határait, létrehozva Nagy-Budapestet. A második kerülethez csatolták Pesthidegkutat, és több helyen is átrajzolták a kerület határait. A Víziváros déli részét az I. kerülethez csatolták ezzel szemben északon jelentősen megnövelték a II. kerület területét, Újlak egy része, Szemlőhegy és Pálvölgy is a kerület részévé vált.
Az 1956-os forradalom során több fontos esemény is lejátszódott a kerületben, a Bem térről indult a lengyelek melletti szolidaritási tüntetésként kezdődő október 23-i tiltakozási hullám és később a szovjet invázió során itt zajlottak le a Széna téri harcok is. A Borbolya utcában élt Nizsalovszky Endre jogtudós, aki 1956-ban a Magyar Tudományos Akadémia főtitkára lett Kodály Zoltán elnöklete mellett. A forradalom leverése után akadémiai és egyetemi tisztségeitől megfosztották, ugyanakkor tanácsadója lett közeli szomszédjának, Mansfeld Péternek. Mansfeld a megtorlások egyik legfiatalabb áldozata volt, nevét ma park őrzi a Borbolya utca közelében.
A 21. század elején lezajlott a belvárosban található barnamezős ipari területek átalakítása, a Ganz Villamossági Művek telepei új funkciót kaptak, a Vízivárosban az Öntödei Múzeum, a Millenárison pedig egy park jött létre a rozsdaövezet helyén.

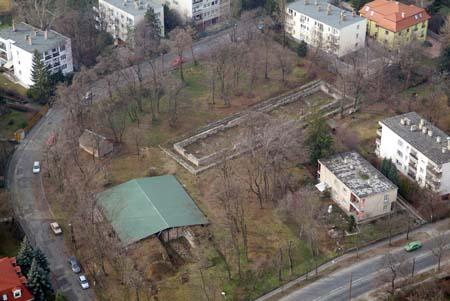
A középkori nyéki vadászkastély romjainak képe a levegőből
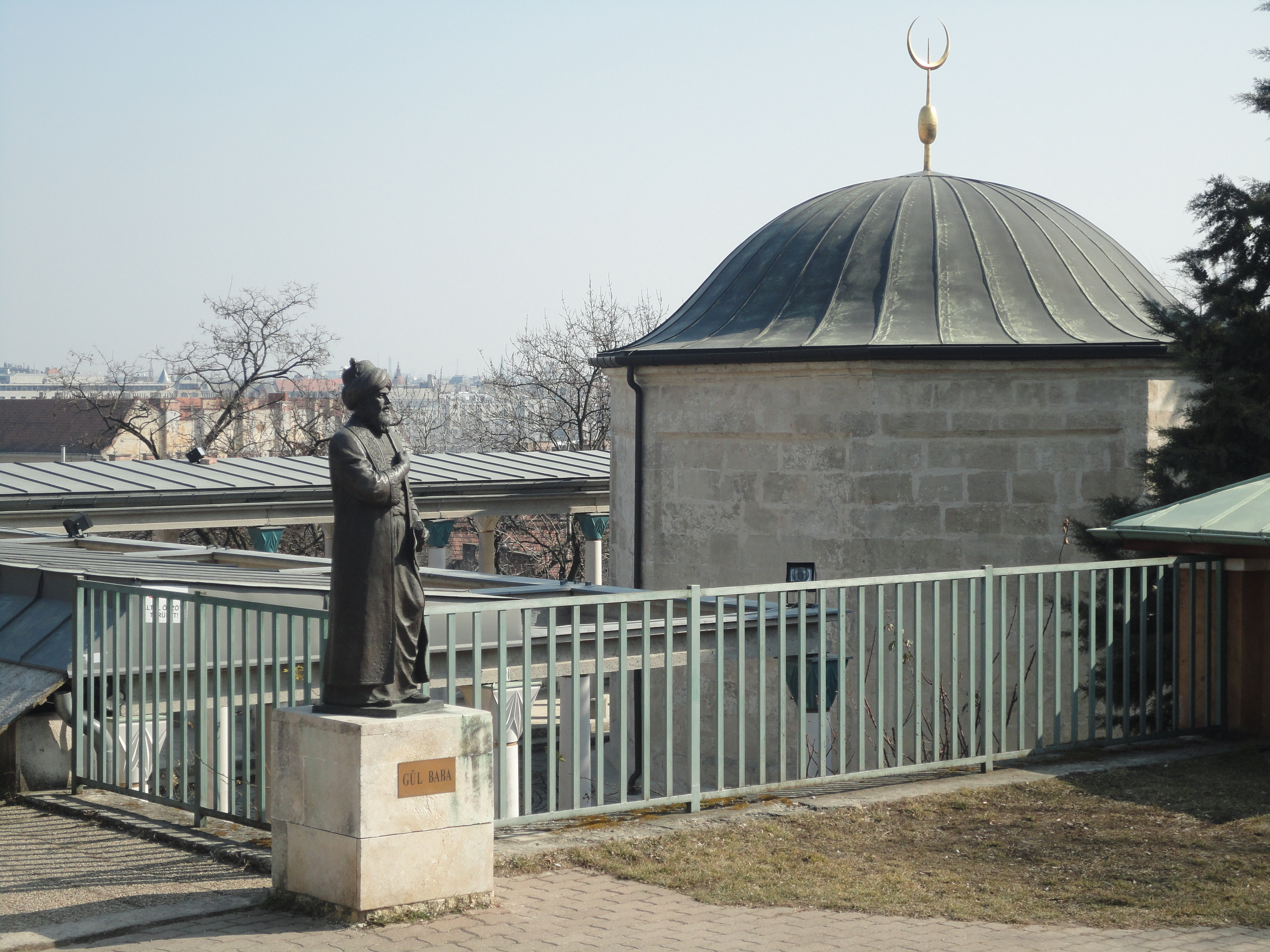
Gül Baba türbéje
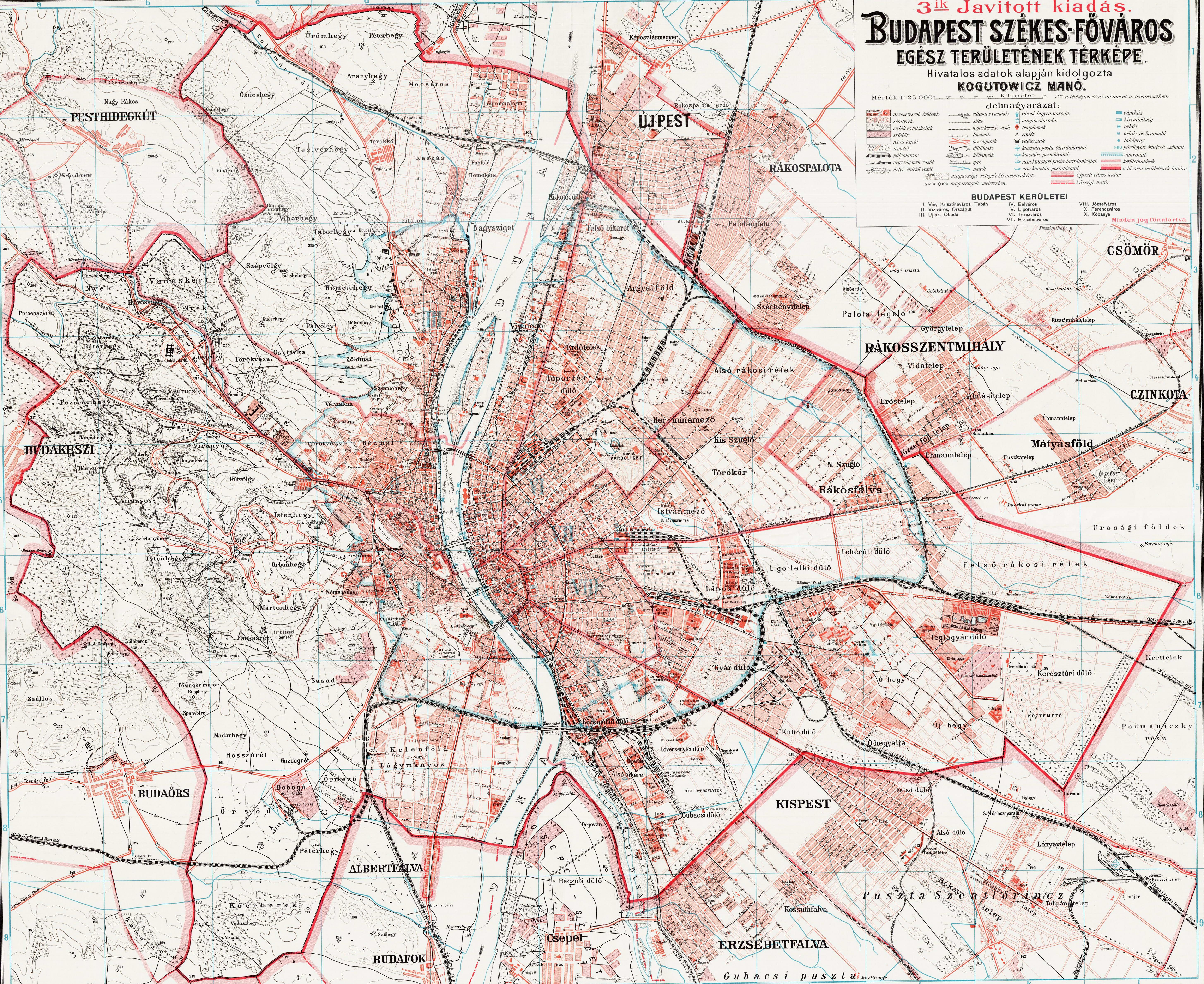
Budapest térképe 1908-ban. Látszik, hogy a II.kerület területe ekkor még jóval keskenyebb volt
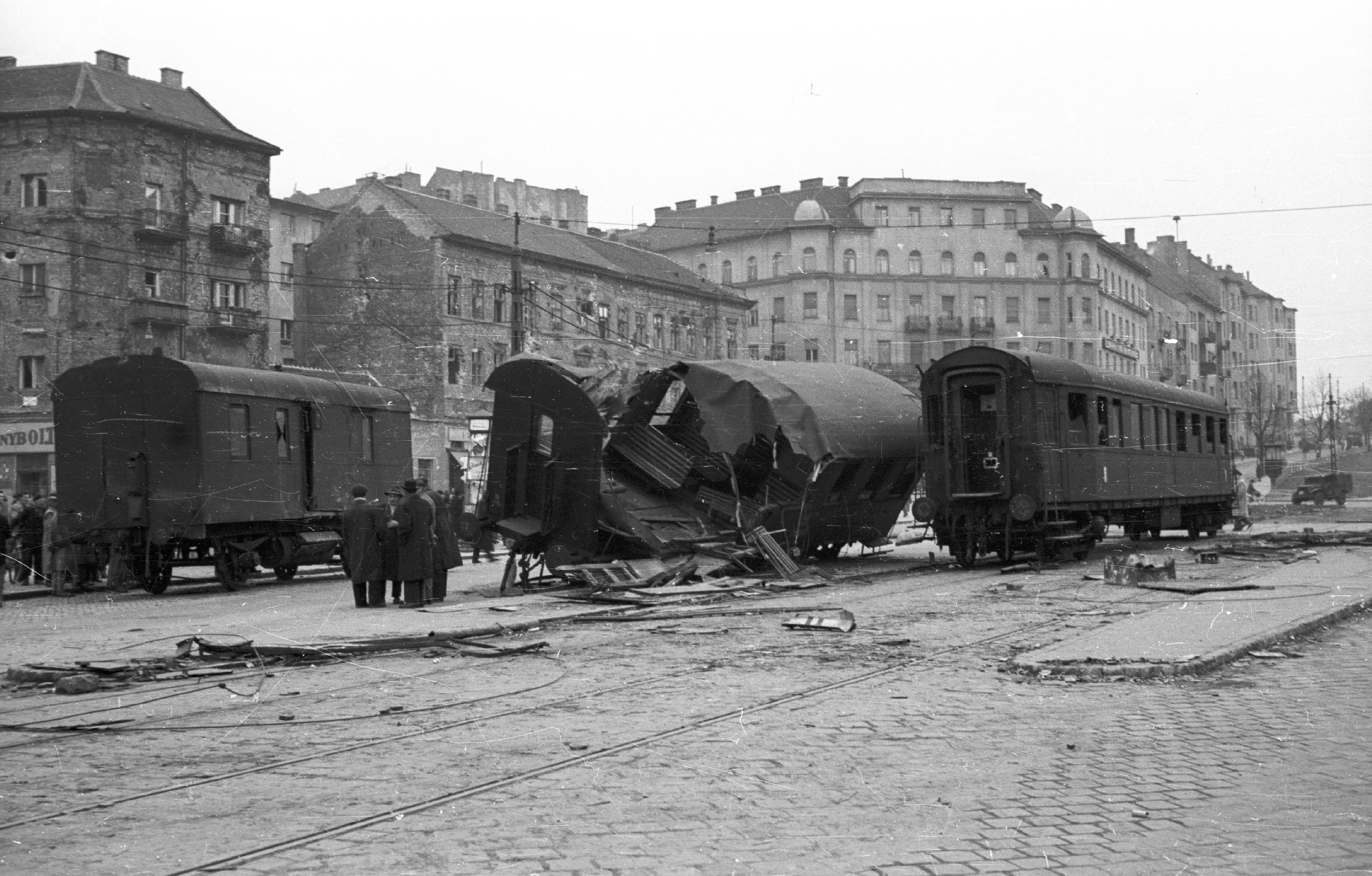
A forradalmárok vagonokból épített barikádja az 1956-os Széna téri harcok során
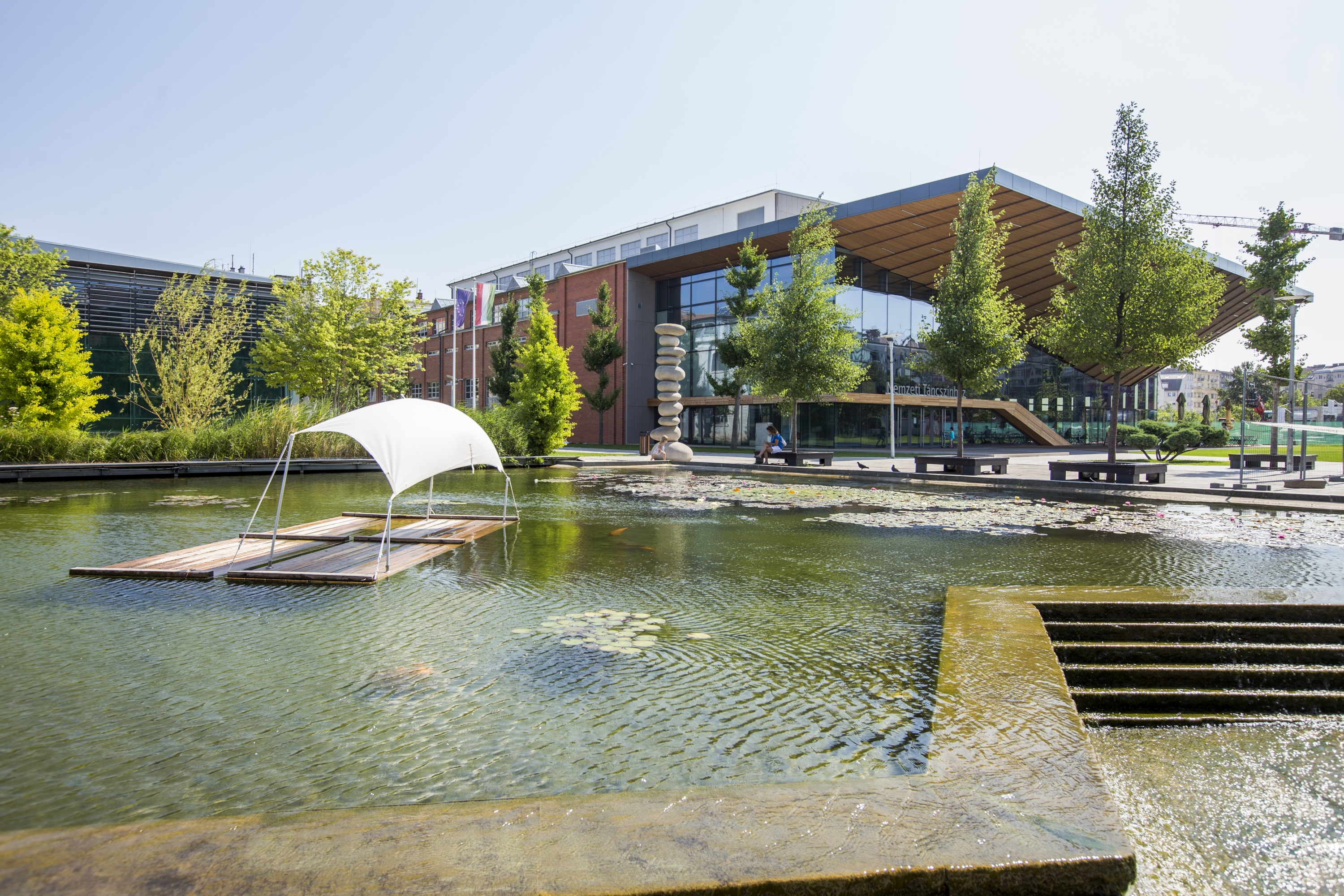
A rekultivált Millenáris Park

## Politika

### Polgármesterei
A szocialista időkben a kerület vezetője a tanácselnök címet viselte.

| Ciklus    | Név              | Jelölő szervezet(ek)           | Megjegyzés |
| --------- | ---------------- | ------------------------------ | ---------- |
| 1990–1994 | Póta Gyula       | SZDSZ                          |            |
| 1994–1998 | Póta Gyula       | SZDSZ-MSZP                     |            |
| 1998–2002 | Bencze B. György | Fidesz-MDF                     |            |
| 2002–2006 | Horváth Csaba    | MSZP-SZDSZ                     |            |
| 2006–2010 | Láng Zsolt       | Fidesz-KDNP                    |            |
| 2010–2014 | Láng Zsolt       | Fidesz-KDNP                    |            |
| 2014–2019 | Láng Zsolt       | Fidesz-KDNP                    |            |
| 2019–2024 | Őrsi Gergely     | Momentum–DK–MSZP–PM–LMP        |            |
| 2024–     | Őrsi Gergely     | DK-Momentum-LMP-Párbeszéd-MSZP |            |

### A 2024-es önkormányzati választás eredménye
- A polgármester-választás eredménye[36]

| Jelölt neve    | Jelölő szervezet(ek) | Jelölő szervezet(ek)                                    | Szavazatok száma | Szavazatok aránya |
| -------------- | -------------------- | ------------------------------------------------------- | ---------------- | ----------------- |
| Őrsi Gergely   |                      | DK – Momentum – LMP – Zöldek – Párbeszéd- ZÖLDEK – MSZP | 31 638           | 69,72%            |
| Dombi Rudolf   |                      | Fidesz – KDNP                                           | 12 747           | 28,09%            |
| Babcsány Dávid |                      | Mi Hazánk                                               | 992              | 2,19%             |
| Összesen       |                      |                                                         | 44 385           | 100%              |

- A képviselőtestület-választás eredménye[37]

| Párt | Párt                                                    | Mandátumok | Képviselő-testület | Képviselő-testület | Képviselő-testület | Képviselő-testület | Képviselő-testület | Képviselő-testület | Képviselő-testület | Képviselő-testület | Képviselő-testület | Képviselő-testület | Képviselő-testület | Képviselő-testület | Képviselő-testület | Képviselő-testület | Képviselő-testület |
| ---- | ------------------------------------------------------- | ---------- | ------------------ | ------------------ | ------------------ | ------------------ | ------------------ | ------------------ | ------------------ | ------------------ | ------------------ | ------------------ | ------------------ | ------------------ | ------------------ | ------------------ | ------------------ |
|      | DK – Momentum – LMP – Zöldek – Párbeszéd- ZÖLDEK – MSZP | 15         | P                  |                    |                    |                    |                    |                    |                    |                    |                    |                    |                    |                    |                    |                    |                    |
|      | Fidesz – KDNP                                           | 4          |                    |                    |                    |                    |                    |                    |                    |                    |                    |                    |                    |                    |                    |                    |                    |
|      | MKKP                                                    | 2          |                    |                    |                    |                    |                    |                    |                    |                    |                    |                    |                    |                    |                    |                    |                    |

## Népesség
A II. kerület lakónépessége 2022. október 1-jén 86 567 fő volt, ami Budapest össznépességének 5,1%-át tette ki. A 2011-es népszámlálás óta 1177 fővel csökkent a kerület lakosság száma. Ebben az évben az egy km²-re jutó lakók száma, átlagosan 2382 ember volt. A II. kerület népesség korösszetétele igen kedvezőtlen. 2022-ben a kerület lakónépességének a 14,8%-a 14 évnél fiatalabb, míg a 65 éven felülieké 25,9% volt. 2022-ben a férfiaknál 80, a nőknél 82,8 év volt a születéskor várható átlagos élettartam. A legmagasabb befejezett iskolai végzettség szerint a diplomával rendelkezők élnek a legtöbben a kerületben 44 332 fő, utánuk következő nagy csoport az érettségi végzettséggel rendelkezők 19 274 fővel. A fővárosi kerületek közül itt a legmagasabb az egy főre jutó bruttó havi átlagjövedelem. 2022-ben a 6 évnél idősebb népesség 91,8%-nál volt internet elérési lehetősége. A népszámlálás adatai alapján a kerület lakónépességének 24,3%-a, mintegy 21 003 személy vallotta magát valamely kisebbséghez tartozónak. A kisebbségek közül német, kínai és ukrán nemzetiségűnek vallották magukat a legtöbben.
A 19. század utolsó harmadától a II. kerület lakosságszáma egyenletesen növekedett, egészen 1980-ig. A népesség növekedést még a második világháború sem volt képes megakasztani. A legtöbben 1980-ban éltek a kerületben 107 292 fő. A 80-as évektől, egészen napjainkig csökken a kerület népességszáma, ma már kevesebben laknak a II. kerületben, mint 1960-ban.
A 2022-es népszámlálási adatok szerint a magukat vallási közösséghez tartozónak valló II. kerületiek túlnyomó többsége római katolikusnak tartja magát. Emellett jelentős egyház a kerületben, még a református.

### Iskolai végzettség
| Iskolai végzettség                | Iskolai végzettség               | Iskolai végzettség | Iskolai végzettség | Iskolai végzettség |
| --------------------------------- | -------------------------------- | ------------------ | ------------------ | ------------------ |
|                                   |                                  |                    |                    | fő                 |
| Általános iskolát nem végezte el  | Általános iskolát nem végezte el |                    | 7882               | 7882               |
| Általános iskola                  | Általános iskola                 |                    | 6847               | 6847               |
| Szakmunkás                        | Szakmunkás                       |                    | 2914               | 2914               |
| Érettségi                         | Érettségi                        |                    | 19274              | 19274              |
| Diploma                           | Diploma                          |                    | 44332              | 44332              |
| A 2022. évi népszámlálás szerint. |                                  |                    |                    |                    |

A 2001-es népszámlálási adatok alapján, a II. kerületben a legmagasabb befejezett iskolai végzettség szerint a diplomával rendelkezők éltek a legtöbben 33 989 fővel. Második legnagyobb csoport az érettségi végzettséggel rendelkezőek voltak 28 668 fővel, utánuk következett az általános iskolai végzettséggel rendelkezők 14 004 fővel, az általános iskolai végzettséggel nem rendelkezők 8710 fővel, végül a szakmunkások 2739 fővel.
A 2011-es népszámlálási adatok alapján, a II. kerületben a legmagasabb befejezett iskolai végzettség szerint a diplomával rendelkezők éltek a legtöbben 40 907 fővel. Második legnagyobb csoport az érettségi végzettséggel rendelkezőek voltak 23 000 fővel, utánuk következett az általános iskolai végzettséggel rendelkezők 8135 fővel, az általános iskolai végzettséggel nem rendelkezők 6122 fővel, végül a szakmunkások 3100 fővel.
A 2022-es népszámlálási adatok alapján, a II. kerületben a legmagasabb befejezett iskolai végzettség szerint a diplomával rendelkezők éltek a legtöbben 44 332 fővel. Második legnagyobb csoport az érettségi végzettséggel rendelkezőek voltak 19 274 fővel, utánuk következett az általános iskolai végzettséggel nem rendelkezők 7882 fővel, az általános iskolai végzettséggel rendelkezők 6847 fővel, végül a szakmunkások 2914 fővel.

### Etnikai összetétel
A 2001-es népszámlálás adatok szerint a kerület lakossága 92 520 fő volt, ebből 84 194 fő magyarnak vallotta magát. A kerület lakosságának a 8,5%-a vallotta magát valamely kisebbséghez tartozónak. Magyar állampolgársággal rendelkező nemzetiségiek száma 5635 fő, míg a magyar állampolgársággal nem rendelkezők száma 2209 fő volt. Az első három legnagyobb nemzetiségi csoport a kerületben a német (1934 fő), szlovák (311 fő) és a szerb (174 fő) volt. A cigányok aránya a népszámlálásokban szereplőnél lényegesen magasabb, akár három négyszerese is lehet.
A 2011-es népszámlálás adatok szerint a kerület lakossága 87 744 fő volt, ebből 71 648 fő magyarnak vallotta magát. A kerület lakosságának a 15,7%-a vallotta magát valamely kisebbséghez tartozónak. Magyar állampolgársággal rendelkező nemzetiségiek száma 8810 fő, míg a magyar állampolgársággal nem rendelkezők száma 4921 fő volt. Az első három legnagyobb nemzetiségi csoport a kerületben a német (2307 fő), orosz (477 fő) és a cigány (259 fő) volt. 10 év alatt a legjelentősebben a németek és a cigányok száma nőtt.
A 2022-es népszámlálás adatok szerint a kerület lakossága 86 567 fő volt, ebből 70 194 fő magyarnak vallotta magát. A kerület lakosságának a 26,6%-a vallotta magát valamely kisebbséghez tartozónak. Magyar állampolgársággal rendelkező nemzetiségiek száma 14 739 fő, míg a magyar állampolgársággal nem rendelkezők száma 6264 fő volt. Az első három legnagyobb nemzetiségi csoport a kerületben a német (2263 fő), kínai (863 fő) és a francia (603 fő) volt. 11 év alatt a legjelentősebben a kínaiak és az ukránok száma nőtt.

### Vallási összetétel
II. kerület lakóinak vallási összetétele 2022-ben
A 2001-es népszámlálási adatok alapján, a II. kerületben a lakosság több mint fele (68,9%) kötődik valamelyik vallási felekezethez. A legnagyobb vallás a kerületben a kereszténység, melynek legelterjedtebb formája a katolicizmus (50,9). A katolikus egyházon belül a római katolikusok száma 45 913 fő, míg a görögkatolikusok 1153 fő. A kerületben népes protestáns közösségek is élnek, főleg reformátusok (11 034 fő) és evangélikusok (3368 fő). A zsidó vallási közösséghez tartózók száma 629 fő. Az ortodox kereszténység inkább az országban élő egyes nemzeti kisebbségek (oroszok, ukránok, románok, szerbek, görögök) felekezetének számít, számuk elenyésző az egész kerületi lakosságához képest (268 fő). Szerte a kerületben számos egyéb kisebb keresztény egyházi közösség működik. Jelentős a száma azoknak a kerületben, akik vallási hovatartozásukat illetően nem kívántak válaszolni (15,1%). Felekezeten kívülinek a kerület lakosságának 15,5%-a vallotta magát.
A 2011-es népszámlálás adatai alapján, a II. kerületben a lakosság kevesebb mint a fele (49,3%) kötődik valamelyik vallási felekezethez. Az elmúlt tíz év alatt a kerületi lakosság vallási felekezethez tartozása jelentősen csökkent, ennek egyik oka, hogy sokan nem válaszoltak. A legnagyobb vallás a kerületben a kereszténység, melynek legelterjedtebb formája a katolicizmus (35%). Az elmúlt tíz év alatt, a katolikus valláshoz tartozók száma 15,9%-kal esett vissza. A katolikus egyházon belül a római katolikusok száma 29 981 fő, míg a görögkatolikusok 635 fő. A kerületben népes protestáns közösségek is élnek, főleg reformátusok (7579 fő) és evangélikusok (2215 fő). A zsidó vallási közösséghez tartózók száma 939 fő. A buddhista vallási közösséghez tartozók száma 267 fő. Az ortodox kereszténység inkább az országban élő egyes nemzeti kisebbségek (oroszok, ukránok, románok, szerbek, görögök) felekezetének számít, számuk elenyésző az egész kerületi lakosságához képest (248 fő). A muszlim vallási közösséghez tartozók száma 90 fő. Összességében elmondható, hogy az elmúlt tíz év során az egyházi felekezetekhez tartozók száma jelentősen csökkent. Jelentős a száma azoknak a kerületben, akik vallási hovatartozásukat illetően nem kívántak válaszolni (31,7%), tíz év alatt a számuk megduplázódott. Felekezeten kívülinek a kerület lakosságának 19%-a vallotta magát.
A 2022-es népszámlálás adatai alapján, a II. kerületben a lakosság kevesebb mint a fele (41,8%) kötődik valamelyik vallási felekezethez. Az elmúlt tizenegy év alatt a kerületi lakosság vallási felekezethez tartozása jelentősen csökkent, ennek egyik oka, hogy sokan nem válaszoltak. A legnagyobb vallás a kerületben a kereszténység, melynek legelterjedtebb formája a katolicizmus (29,3%). Az elmúlt tizenegy év alatt, a katolikus valláshoz tartozók száma 5,7%-kal esett vissza. A katolikus egyházon belül a római katolikusok száma 24 106 fő, míg a görögkatolikusok 769 fő. A kerületben népes protestáns közösségek is élnek, főleg reformátusok (6481 fő) és evangélikusok (1924 fő). A zsidó vallási közösséghez tartózók száma 636 fő. A buddhista vallási közösséghez tartozók száma 269 fő. Az ortodox kereszténység inkább az országban élő egyes nemzeti kisebbségek (oroszok, ukránok, románok, szerbek, görögök) felekezetének számít, számuk elenyésző az egész kerületi lakosságához képest (279 fő). A muszlim vallási közösséghez tartozók száma 127 fő. Összességében elmondható, hogy az elmúlt tizenegy év során a görögkatolikus, ortodox, buddhista és a muszlim egyházon kívül, minden más egyházi felekezetekhez tartozók száma jelentősen csökkent. Jelentős a száma azoknak a kerületben, akik vallási hovatartozásukat illetően nem kívántak válaszolni (41,4%). Felekezeten kívülinek a kerület lakosságának 16,8%-a vallotta magát.

## Gazdaság
II. kerületi székhellyel rendelkező legnagyobb 20 vállalat nettó árbevétel alapján.
| Rangsor | Vállalat                                           | Nettó árbevétel (Mrd Ft) 2021 | Alkalmazottak | Főtevékenység                                          |
| ------- | -------------------------------------------------- | ----------------------------- | ------------- | ------------------------------------------------------ |
| 1       | CIB Bank Zrt.                                      | 106,3                         | -             | Egyéb monetáris közvetítés                             |
| 2       | New Land Media Kft.                                | 80,3                          | 60            | Médiareklám                                            |
| 3       | TDE ITS Kft.                                       | 78,1                          | 133           | Kőolaj -feldolgozás                                    |
| 4       | DUNASTYR Zrt.                                      | 65,1                          | 111           | Műanyag-alapanyag gyártása                             |
| 5       | Raw Development Kft.                               | 59,8                          | 62            | Épületépítési projekt szervezése                       |
| 6       | Lakocsa Koncessziós Kft.                           | 54,3                          | -             | Földgázkitermelés                                      |
| 7       | Versalis International SA Magyarországi Fióktelepe | 51                            | 22            | Vegyi áru nagykereskedelem                             |
| 8       | ESSITY HUNGARY Kft.                                | 46                            | 44            | Egyéb háztartási cikk nagykereskedelem                 |
| 9       | AKA Zrt.                                           | 41,8                          | 13            | Út, autópálya építése                                  |
| 10      | B.Braun Medical Kft.                               | 38,6                          | 1 861         | Egyéb műanyag termék gyártása                          |
| 11      | Salzgitter Mannesmann Acélkereskedelmi Kft.        | 35                            | 34            | Fémáru, szerelvény, fűtési berendezés nagykereskedelem |
| 12      | Nemzeti Mobilfizetési Zrt.                         | 31,4                          | 60            | Elektronikus és mobilfizetési rendszerek kiépítése     |
| 13      | L'OREAL Magyarország Kft.                          | 24,1                          | 131           | Kozmetikai és szépségápolás nagykereskedelem           |
| 14      | Lounge Event Kft.                                  | 23,5                          | 43            | Konferencia, kereskedelmi bemutató szervezése          |
| 15      | O&GD Central Kft.                                  | 21,2                          | -             | Kőolaj-, földgáz-kitermelési szolgáltatás              |
| 16      | MITRA Informatikai Zrt.                            | 20,9                          | -             | Adatfeldolgozás, web-hoszting szolgáltatás             |
| 17      | LAKÓGÉP Kft.                                       | 20,1                          | 34            | Lakó- és nem lakó épület építése                       |
| 18      | VTG Rail Logistics Hungaria Kft.                   | 19,3                          | 18            | Egyéb szállítást kiegészítő szolgáltatás               |
| 19      | LOUNGE DESIGN Kft.                                 | 19,3                          | 74            | Nyomdai előkészítő tevékenység                         |
| 20      | BUDACONSUM Kft.                                    | 17                            | 434           | Élelmiszer jellegű bolti vegyes kiskereskedelem        |

## Közlekedés

### Metró- és HÉV-állomások a kerületben
| Vonal | Állomás neve            | Megnyitás időpontja             | Átszállási kapcsolatok |
| ----- | ----------------------- | ------------------------------- | --- |
|       | Széll Kálmán tér        | 1972. december 22.              | 4, 6, 17, 56, 56A, 59, 59A, 59B, 61 5, 16, 16A, 21, 21A, 22, 22A, 39, 91, 102, 116, 128, 129, 139, 140, 140A, 149, 155, 156, 221, 222 916, 922, 922B, 956, 960, 990 781, 782, 783, 784, 785, 786, 787, 789, 791, 793, 794, 795 |
|       | Margit híd, budai hídfő | (Jelenlegi:) 1972. december 23. | 4, 6, 17, 19 9, 26, 91, 191, 226 923, 931, 934, 960 |
|       | Szépvölgyi út           | 1971                            | 9, 29, 65, 65A, 111, 165 923, 934, 960 |

## Kultúra

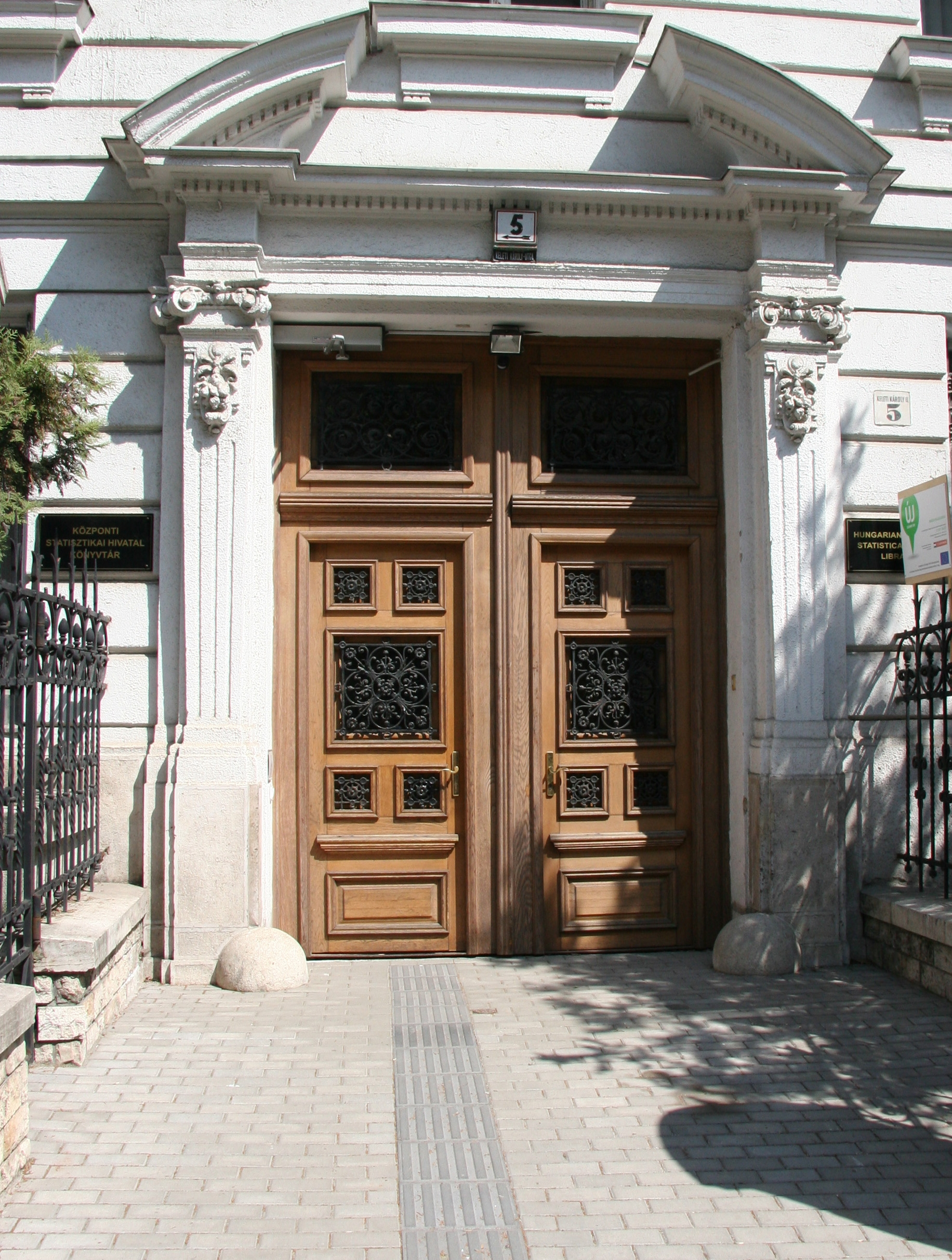
A Központi Statisztikai Hivatal Könyvtár Keleti Károly utcai bejárata

### Kulturális intézmények
A II. kerületben található Budapest egyik legnagyobb nyilvános könyvtára, a Központi Statisztikai Hivatal Könyvtár, amely 1897 óta nyilvános intézményként működik, és 2012 óta minden magyar állampolgár számára lehetővé teszi a kölcsönzést gyűjteményéből.

### Oktatás
A kerületben 11 általános iskola, 2 zeneiskola, 10 óvoda és 6 gimnázium  működik állami finanszírozással. A speciális lakossági igények miatt jellemzően magasabb a magán és nemzetközi iskolák aránya.
Korábban itt működött az International Business School (IBS) is.
- Szabó Magda Magyar–Angol Kéttannyelvű Általános Iskola
- Újlaki Általános Iskola
- Móricz Zsigmond Gimnázium
- Törökvész úti Általános Iskola
- Pitypang utcai Általános Iskola
- Than Károly Ökoiskola Gimnázium, Szakközépiskola és Szakiskola
- II. Rákóczi Ferenc Gimnázium Archiválva 2019. október 22-i dátummal a Wayback Machine-ben
- Baár–Madas Református Gimnázium, Általános Iskola és Diákotthon
- Kodály Zoltán Ének-zenei Általános Iskola, Gimnázium és Zenei Alapfokú Művészeti Iskola
- Járdányi Pál Zeneiskola
- Áldás Utcai Általános Iskola
- Fillér Utcai Általános Iskola
- Csik Ferenc Általános Iskola és Gimnázium

### Kerületi média
- Kerületi újság: Budai Polgár
- Kerületi blog: EgyPár – Második kerületi blog

## Lakók és ingatlanpiac
A II. kerület közterületei büszkélkedhetnek a legmagasabb értékövezeti átlaggal  Magyarországon (~9).  A terület jóformán teljesen beépített, így az üres telkek igen magas árat ütnek meg.[forrás?]. A II/A kerületben viszont az egy fokkal alacsonyabb beépítettség miatt még találhatók alacsonyabb tartományban. A Rózsadomb villái mára közhelyszerűek, de a magas presztízsű rezidenciákon kívül nagy számú zöldövezeti, kertes társasházi lakás található a kerületben. A Hűvösvölgy utáni része (II/A) sokkal inkább amerikai-típusú, újonnan beépült előkelő kertvárosi övezet. Ide tartoznak Adyliget, Máriaremete, Remetekertváros, Budaliget és Pesthidegkút.
A II. kerületet főleg az 1990–2000-es években idetelepült felső- és felső-középosztálybeliek lakják, illetve az idősödő helybeli népesség. Jelentős külföldi népesség él a kerületben, és hasonlóan a XII. kerülethez, számos nagykövetség és konzulátus található a régi villákban.

## Egészségügy
A kerületben nincs nagy kórház, lakói jellemzően a XII. kerület közeli intézményeit látogatják. Ide tartozott a 2007-ben bezárt lipótmezei Országos Pszichiátriai és Neurológiai Intézet is. A kerületben működik a Pesthidegkúti Rendelőintézet, a Ferenc Kórház, a Budagyöngye Kórház, a Budai Gyermekkórház, az ORFI Klinika és számos magánklinika; kiemelkedőek a szájsebészeti és plasztikai sebészeti magánintézmények. 2010. március 26-a óta működik Pesthidegkúton az Országos Mentőszolgálat mentőállomása.

## Vásárlási és szórakozási lehetőségek
A kerületben számos bevásárló és szórakoztató központ található (Budagyöngye, Rózsakert, Rózsadomb Center, Stop Shop, Széphalom). Közülük is kiemelkedik a Széll Kálmán tér közelében lévő Mammut1–Mammut2-komplexum, amely Budapest egyik legnagyobb bevásárlóközpontja.
A Rózsadomb lábánál, a Széll Kálmán térhez közel található a Millenáris Park, amely Budapesten egyedülálló kulturális-kiállító-szórakoztató központ számos csarnokkal és egy hatalmas parkkal.

## Kerületi nevezetességek
- Apáthy-szikla
- Balogh Ádám szikla
- Országúti ferences templom
- Budai Tájvédelmi Körzet
- Császár-Komjádi Béla Sportuszoda
- Ferenc-hegy
- Gül Baba türbéje
- Gyermekvasút (Budapest)
- Hármashatár-hegy
- Hármashatárhegyi repülőtér

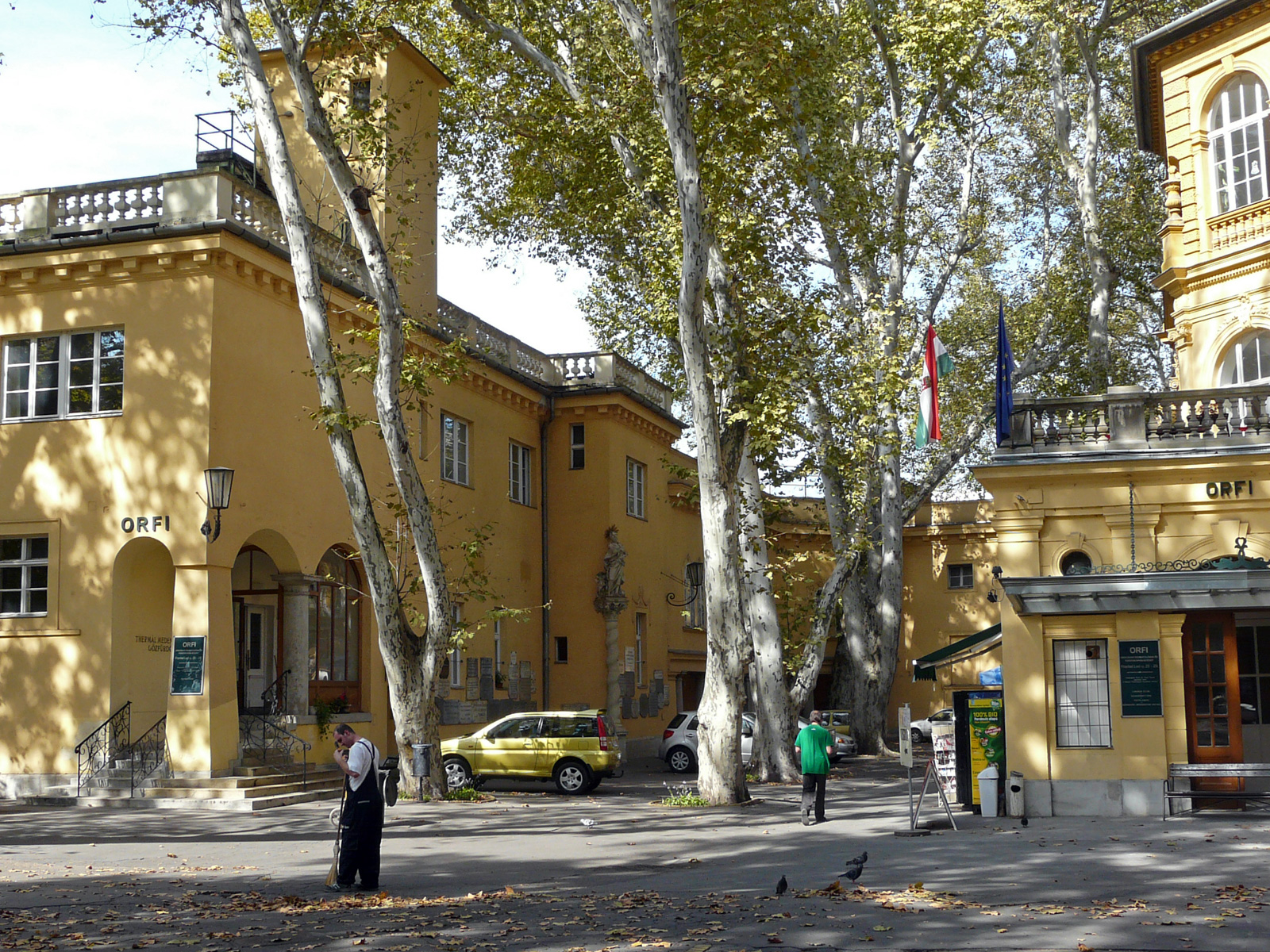
A Lukács fürdő kertje (2010)

- Herman Ottó úti mezőgazdasági kutatótelep
- Külker park
- Mansfeld Park
- Magyar Űrkutatási Iroda
- Máriaremetei kegytemplom
- Mechwart liget
- Mihályfi Ernő kertje
- Millenáris Park
- Napraforgó utcai kislakásos mintatelep
- Öntödei Múzeum
- Ördög-árok
- Pasaréti tér templom, rendház és buszvégállomás épületegyüttese
- Pál-völgyi-barlangrendszer
- Szemlő-hegyi-barlang
- Szent Lukács gyógyfürdő

## Testvérvárosai
- Mosbach, Németország (1998–)[55]
- Varsó Żoliborz kerülete, Lengyelország (2008–)[55]
- Finike, Törökország (2008–)[55]
- Beşiktaş, Törökország (2022–)[55]

## Képgaléria

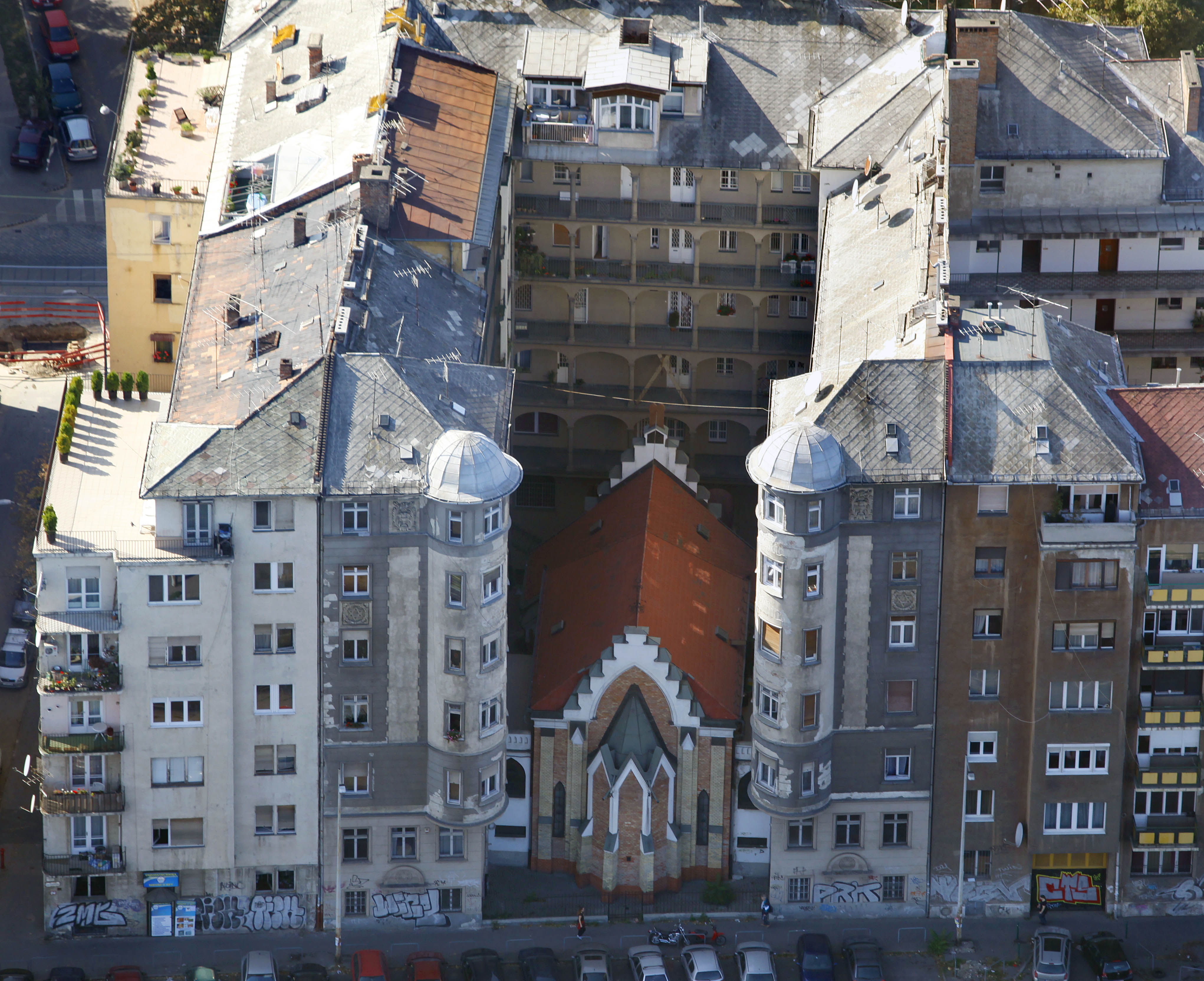
Zsinagóga
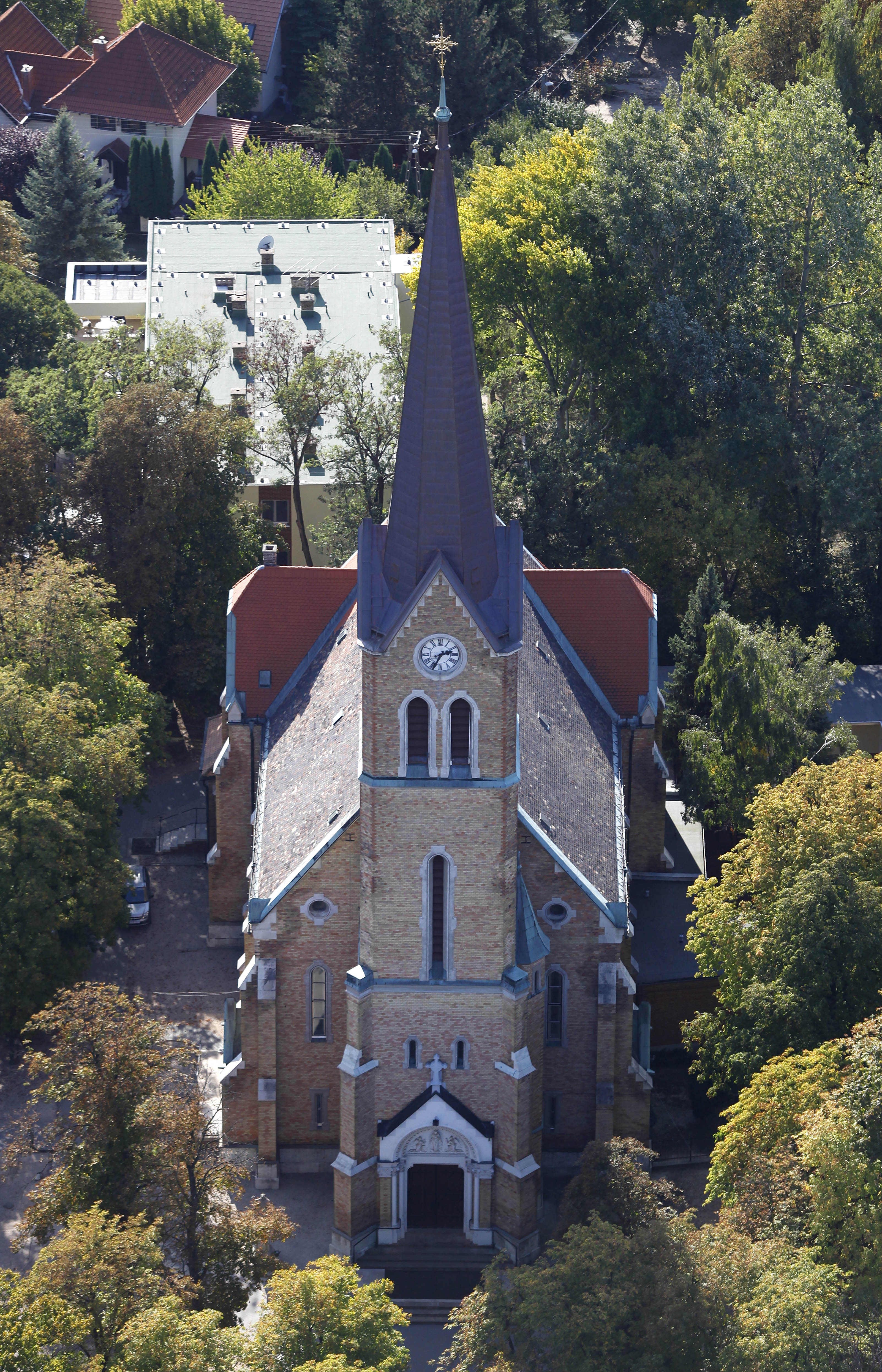
Máriaremetei templom
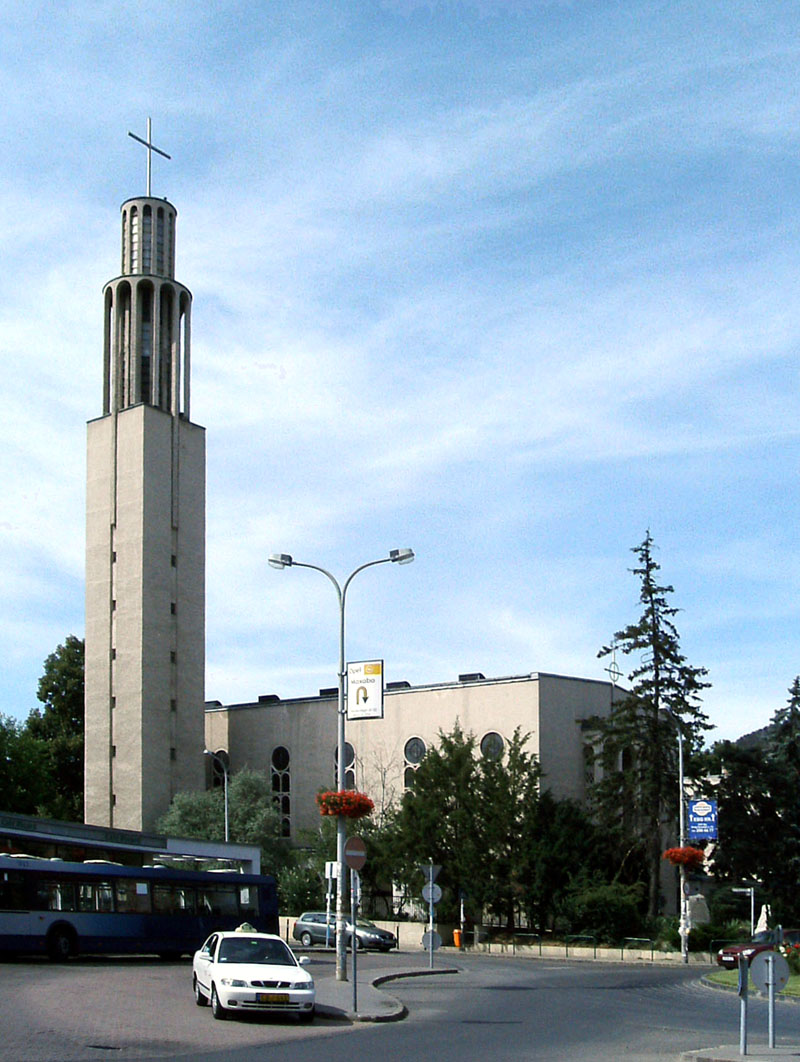
Ferences rendház, Pasaréti tér
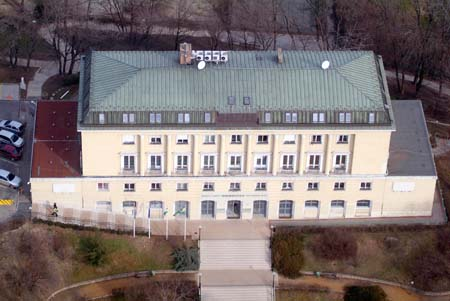
Az önkormányzat légifotója